# Maure-de-Bretagne
Maure-de-Bretagne (bretonisch: Anast) ist eine Ortschaft und eine Commune déléguée in der französischen Gemeinde Val d’Anast mit 3.471 Einwohnern (Stand: 1. Januar 2022) im Département Ille-et-Vilaine in der Region Bretagne. Die Einwohner werden Mauretanien(ne)s genannt.
Zum 1. Januar 2017 wurde Maure-de-Bretagne mit Campel zur Commune nouvelle Val d’Anast zusammengelegt. Die Gemeinde Maure-de-Bretagne gehörte zum Arrondissement Redon und zum Kanton Guichen.

## Geografie
Maure-de-Bretagne liegt etwa 33 Kilometer südwestlich von Rennes. Umgeben wurde Maure-de-Bretagne vor der Fusion von den Nachbargemeinden Campel, Maxent und Bovel im Norden, La Chapelle-Bouëxic im Nordosten, Mernel und Guignen im Osten, Lohéac im Südosten, Lieuron, Pipriac und Saint-Séglin im Süden, Quelneuc im Südwesten, Les Brulais und Guer im Westen sowie Loutehel im Nordwesten.
Durch die ehemalige Gemeinde führt die frühere Route nationale 772 von Redon nach Rennes. Der Ort hatte einen Bahnhof an der ehemaligen Bahnstrecke Châteaubriant–Ploërmel.

## Bevölkerungsentwicklung
| Jahr          | 1962 | 1968 | 1975 | 1982 | 1990 | 1999 | 2006 | 2012 |
| Einwohner     | 2800 | 2646 | 2516 | 2496 | 2552 | 2470 | 2911 | 3277 |
| Quelle: INSEE |      |      |      |      |      |      |      |      |

## Sehenswürdigkeiten
- Kirche Saint-Pierre, erbaut von 1894 bis 1898
- Großkreuz aus dem 16. Jahrhundert, Monument historique seit 1910
- Kapelle Sainte-Reine, in Les Domaines
- Schloss Lambardais, 1513 erbaut
- Schloss Bois au Voyer, im 19. Jahrhundert wieder errichtet

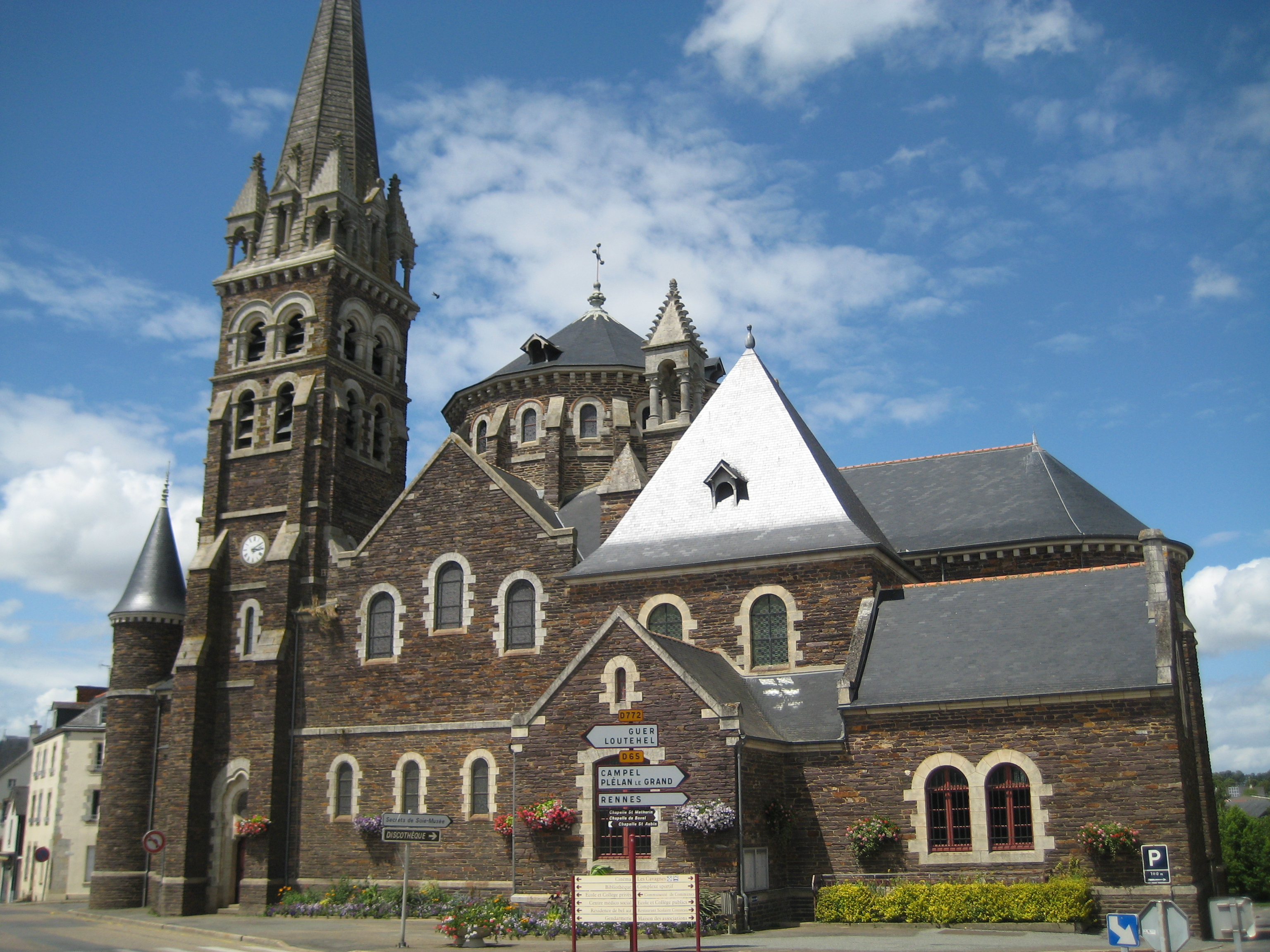
Kirche Saint-Pierre
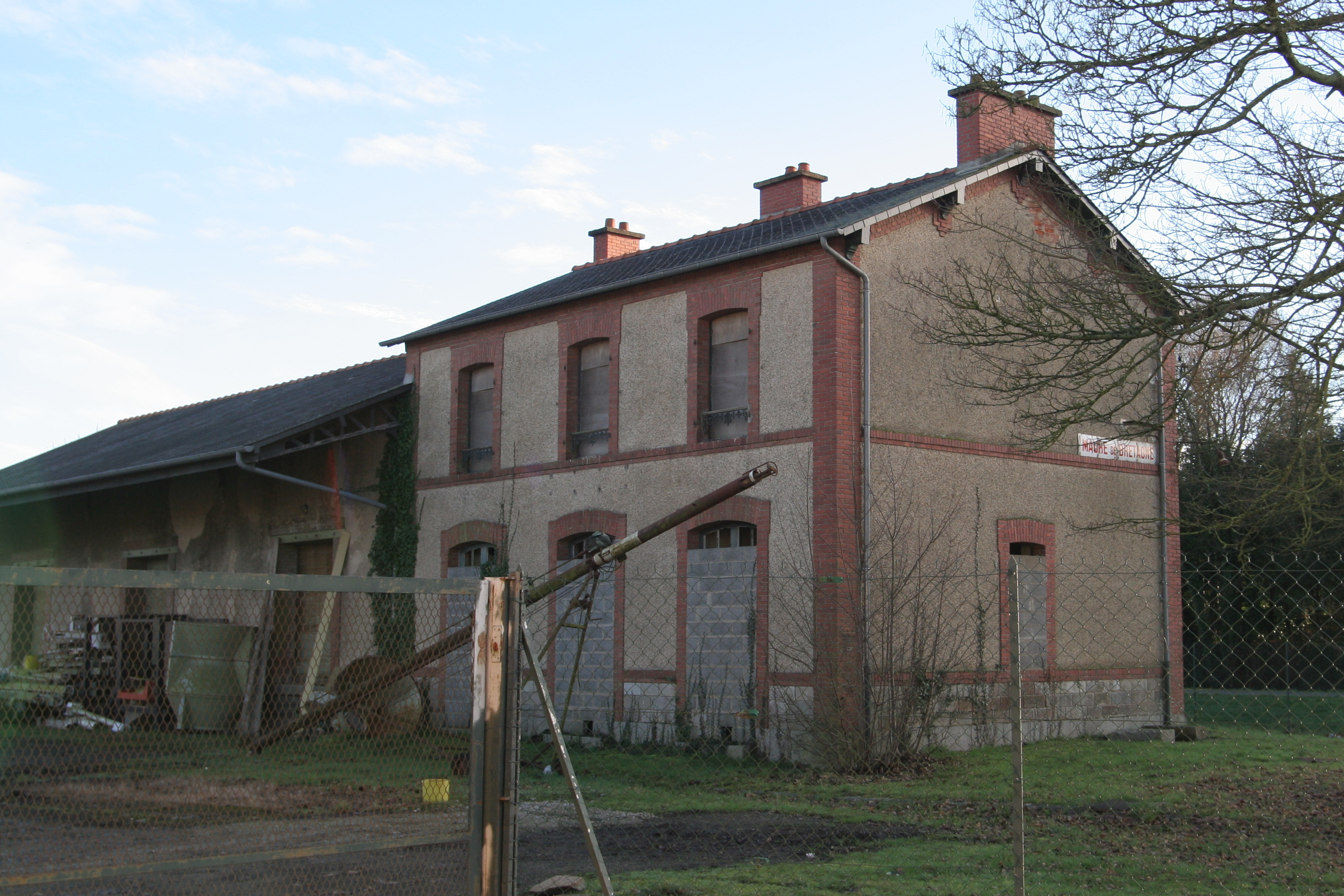
Ehemaliges Bahnhofsgebäude
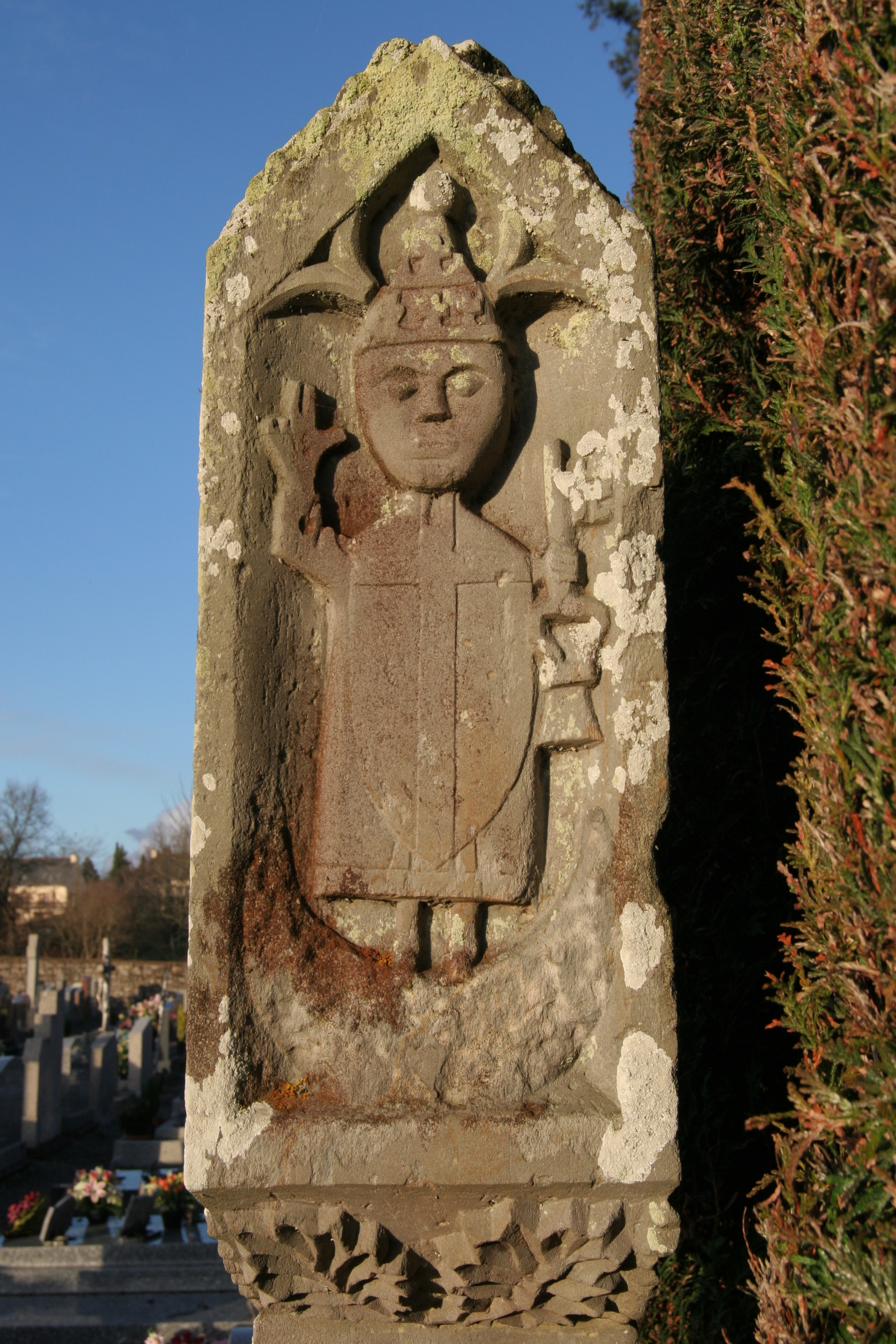
Großkreuz am Friedhof

## Partnerschaft
Mit der polnischen Gemeinde Wierzbinek in Großpolen besteht seit 2006 eine Partnerschaft.